# Imre Rokken
Imre Rokken (14 settembre 1903 – Legnano, 28 febbraio 1925) è stato un calciatore ungherese, di ruolo centrocampista.

## Carriera
Arrivato al Legnano su indicazione dell'allenatore Imre Schöffer, segnò due doppiette contro Inter e Torino. Morì nel 1925 a causa di una grave forma di setticemia.